# Pilar Pallete
María del Pilar Pallete Alvarado (Paita, 3 de septiembre de 1928) es una actriz peruana, su marido fue el actor John Wayne.

## Biografía
Nació en Paita, Piura, en 1928. Hija del senador peruano Miguel A. Pallete Cañote y de Carmela Alvarado. 
Realizó sus estudios escolares en el Colegio Villa María de Lima.
Fue auxiliar de vuelo de Peruvian International Airways y luego trabajó en las oficinas de Pan-American Grace Airways (Panagra) en el Aeropuerto de Limatambo.
En 1948 se casó con Richard Weldy, quien era alto ejecutivo de Panagra.
Pallete participó en el club de teatro de habla inglesa Lima Theatre Workshop.
En 1952 participó en la película Sabotaje en la Selva, estrenada en 1953.
Conoció a John Wayne en Tingo María en 1952, cuando aún se encontraba casada con Weldy. John Wayne se encontraba en la Amazonía del Perú como parte de la búsqueda de ambientaciones para la película El Álamo, dirigida y protagonizada por él mismo.
En 1953, Pallete viajó a Los Ángeles para doblar una película en inglés. El 1 de noviembre de 1954, Pallete y John Wayne se casaron en Kailua-Kona, Hawái. Palette se retiró de la carrera artística y tuvo tres hijos: Aissa, Ethan y Marisa.
En 1984 estuvo brevemente casada con el juez Stephen Stewart.
En 1987 publicó el libro John Wayne: My Life With the Duke.

## Filmografía

### Cine
- Las esmeraldas perdidas de Illa, Tika (1953)
- Sabotaje en la selva/Green Hell (1953)

### Televisión
- John Wayne Standing Tall (1989)
- John Wayne: The Unquiet Man (1998) episodio en The Biography Channel
- John Wayne: American Legend (1998) episodio en The Biography Channel
- The Duke at Fox (2011) documental
- The Personal Property of John Wayne (2011)

## Publicaciones
- John Wayne: My Life With the Duke (1987)